# فيكتور فاسين
فيكتور فاسين (بالروسية: Виктор Владимирович Васин)‏ (6 أكتوبر 1988 روسيا - ) هو لاعب كرة قدم روسي، يلعب كمدافع.

## وصلات خارجية
فيكتور فاسين على موقع قاعدة بيانات كرة القدم.إي يو (الإنجليزية)
- فيكتور فاسين على موقع ناشيونال فوتبول تيمز (الإنجليزية)
- فيكتور فاسين على موقع Soccerway.com (الإنجليزية)
- فيكتور فاسين على موقع عالم كرة القدم.نت (الإنجليزية)
- فيكتور فاسين على موقع AS.com (الإسبانية)